# Klassenkasper
Klassenkasper – auch „Klassenclown“ genannt – ist die bildmetaphorische Umschreibung für ein Schulkind, das vor seiner Schulklasse regelmäßig mit Witzen, lustigen Kommentaren, Slapstick oder Streichen „den Kasper spielt“.
Der Begriff kann positiv wie negativ gemeint sein, je nachdem, ob das Verhalten als belustigend-gemeinschaftsfördernd oder als störend-krankhaft empfunden wird.
Klassenkasper können verschiedene Gründe für ihr Verhalten haben, von harmlosen Frohnaturen, die eine ernste Situation auflockern wollen, über Hochbegabte, die sich im Unterricht langweilen und interessantere Beschäftigungen suchen, bis hin zu einsamen oder unsicheren Kindern, die damit nach Aufmerksamkeit heischen und hoffen, besser in die Klassengemeinschaft aufgenommen zu werden.